# Курешница
Курешница (рум. Cureşniţa) — село в Сорокском районе Молдавии. Наряду с селом Холошница входит в состав коммуны Холошница.

## История
Название села предположительно происходит от «ку рышница», то есть «с мельницей», поскольку до 1950-х годов на Днестре действовало много водяных мельниц.

## География
Село расположено на высоте 89 метров над уровнем моря.

## Население
По данным переписи населения 2004 года, в селе Курешница проживает 499 человек (225 мужчин, 274 женщины).
Этнический состав села:
| Национальность | Число жителей | Процентный состав |
| -------------- | ------------- | ----------------- |
| молдаване      | 485           | 97,19             |
| румыны         | 13            | 2,61              |
| украинцы       | 1             | 0,2               |
| Всего          | 499           | 100 %             |

## Известные уроженцы
- Драгнев, Демир Миронович — молдавский историк.
- Кока, Евгений Константинович (1893—1954) — молдавский советский скрипач и композитор, Заслуженный деятель искусств Молдавской ССР (1946).
- Ранга, Александр Григорьевич (род. 1920) — молдавский композитор, Заслуженный работник культуры МССР (1967).